# بلير يونغ
بلير يونغ (بالإنجليزية: Blair Young) هو منافس ألعاب قوى أسترالي، ولد في 5 أبريل 1971.

## وصلات خارجية
- بلير يونغ على موقع الاتحاد الدولي لألعاب القوى (الإنجليزية)
- بلير يونغ على موقع النتائج التاريخية لألعاب القوى الأسترالية (الإنجليزية)
- بلير يونغ على موقع أوليمبيديا (الإنجليزية)
- بلير يونغ على موقع اللجنة الأولمبية الأسترالية (الإنجليزية)